# BirdWatch Ireland
BirdWatch Ireland (in acronimo BWI) è un'associazione ambientalista no-profit e non governativa irlandese incentrata sulla protezione della biodiversità con particolare attenzione all'avifauna.
Fondata nel 1968 col nome di Irish Wildbird Conservancy (IWC), ha sede a Kilcoole ed è l'unico partner irlandese di BirdLife International. Fa inoltre parte dell'Irish Environmental Network.

## Organizzazione

### Riserve naturali
L'associazione gestisce una rete di riserve naturali sparsa su tutto il territorio nazionale irlandese in corrispondenza dei punti di maggiore importanza per la conservazione degli uccelli:
- Riserva naturale della costa orientale
- Riserva naturale di Rogerstown
- Riserva di Kilcoole
- Riserva di Wexford
- Capo Knockadoon e Capel Island
- Palude di Cuskinny
- Riserva del lago Sheskinmore
- Riserva di Shannon Callows
- Riserva di Small Wood
- Riserva di Little Skellig
- Riserva di Puffin Island
- Riserva di Illaunmaistir
- Riserva del lago Termoncarragh
- Riserva delle praterie di Termoncarragh
- Riserva della palude Annagh